# Achille Ginoulhiac
Achille Ginoulhiac, właśc. Jacques-Marie-Achille Ginoulhiac (ur. 3 grudnia 1806 w Montpellier, zm. 17 listopada 1875 tamże) – francuski duchowny katolicki, od 1853 biskup Grenoble, od 1870 arcybiskup Lyonu.
27 marca 1830 roku otrzymał święcenia kapłańskie. 1 marca 1853 roku otrzymał sakrę biskupa Grenoble. 2 lutego 1858 roku przyjął śluby zakonne o 6 pierwszych saletynów. 20 czerwca 1870 roku został arcypiskupem Lyonu.